# Getting Even
Getting Even is een Amerikaanse stomme en korte film uit 1909 onder regie van D.W. Griffith.

## Verhaal
Alle mannen uit het kamp van de mijnbouw flirten met de jonge Lucy. Bud, de jongste van de groep lijkt geen kans te hebben. Hij verkleedt zich als een vrouw zodat iedereen met hem flirt. Als hij zijn ware identiteit onthult, zijn alle mannen te beschaamd om nog een poging te wagen bij Lucy. Nu stapt Bud op haar af...

## Rolverdeling
| Acteur             | Personage     |
| ------------------ | ------------- |
| Billy Quirk        | Bud           |
| Mary Pickford      | Lucy          |
| James Kirkwood     | Jim Blake     |
| Florence La Badie  | -             |
| Edwin August       | -             |
| Florence Barker    | -             |
| Kate Bruce         | Gast op Feest |
| Verner Clarges     | Gast op Feest |
| John R. Cumpson    | Mijnwerker    |
| Arthur V. Johnson  | Gast op Feest |
| George Nichols     | Mijnwerker    |
| Lottie Pickford    | Gast op Feest |
| Anthony O'Sullivan | Mijnwerker    |
| Gertrude Robinson  | Gast op Feest |
| Mack Sennett       | Mijnwerker    |
| Henry B. Walthall  | Mijnwerker    |